# Supercoupe des nations (handball)
La Supercoupe des nations (ou en anglais : Supercup) est une ancienne compétition amicale de handball réunissant des équipes nationales masculine tous les deux ans entre 1979 et 2015. Organisée par l'Allemagne, elle disputée en alternance avec la Coupe du monde des nations à partir de 1984;
Considéré comme un tournoi de très haut niveau servant de préparation aux compétitions internationales officielles, l'intérêt, des équipes nationales et par conséquent du public, s'est peu à peu délité et la dernière édition a été disputée en 2015.

## Palmarès
| Année      | Vainqueur            | Finaliste            | 3e place             |
| ---------- | -------------------- | -------------------- | -------------------- |
| 1979 (de)  | Allemagne de l'Ouest | Roumanie             | Union soviétique     |
| 1981 (de)  | Union soviétique     | Allemagne de l'Ouest | Yougoslavie          |
| 1983 (de)  | Roumanie             | Union soviétique     | Yougoslavie          |
| 1985 (de)  | Union soviétique     | Allemagne de l'Est   | Allemagne de l'Ouest |
| 1987 (de)  | Allemagne de l'Ouest | Union soviétique     | Allemagne de l'Est   |
| 1989 (de)  | Union soviétique     | Allemagne de l'Est   | Roumanie             |
| 1991 (de)  | Espagne              | Union soviétique     | Suède                |
| 1993 (de)  | Suède                | Allemagne            | Suisse               |
| 1995 (de)  | Russie               | Allemagne            | Suède                |
| 1998 (de)  | Allemagne            | France               | Russie               |
| 1999 (de), | Russie               | Croatie              | Suède                |
| 2001 (de)  | Allemagne            | Russie               | Suède                |
| 2003 (de), | Espagne              | Allemagne            | Suède                |
| 2005 (de)  | Suède                | France               | Russie               |
| 2007 (de)  | Pologne              | Suède                | Allemagne            |
| 2009 (de)  | Allemagne            | Danemark             | Suède                |
| 2011 (de)  | Espagne              | Suède                | Danemark             |
| 2013 (de)  | Allemagne            | Pologne              | Suède                |
| 2015 (de)  | Allemagne            | Slovénie             | Brésil               |

## Tableau d'honneur
| Rang. | Pays               | Vainqueur | Finaliste | 3e place |
| ----- | ------------------ | --------- | --------- | -------- |
| 1     | / Allemagne        | 7         | 4         | 2        |
| 2     | / Russie           | 5         | 4         | 3        |
| 3     | Espagne            | 3         | 0         | 0        |
| 4     | Suède              | 2         | 2         | 7        |
| 5     | / Roumanie         | 1         | 1         | 1        |
| 6     | Pologne            | 1         | 1         | 0        |
| 7     | Allemagne de l'Est | 0         | 2         | 1        |
| 8     | France             | 0         | 2         | 0        |
| 9     | Danemark           | 0         | 1         | 1        |
| 10    | Croatie            | 0         | 1         | 0        |
|       | Slovénie           | 0         | 1         | 0        |
| 12    | Yougoslavie        | 0         | 0         | 2        |
| 13    | Brésil             | 0         | 0         | 1        |
|       | Suisse             | 0         | 0         | 1        |
| Total | Total              | 19        | 19        | 19       |